# Paracanachus circe
Paracanachus circe är en insektsart som först beskrevs av Ludwig Redtenbacher 1908.  Paracanachus circe ingår i släktet Paracanachus och familjen Phasmatidae. Inga underarter finns listade i Catalogue of Life.